# Vidéki sanzon
A Vidéki sanzon a Magna Cum Laude együttes második kislemeze első, Minden állomás című albumukról. A dalhoz készült videóklip a 2006-os nyár egyik legjátszottabb videója lett. A kislemez a Mahasz Single Top 40 slágerlistáján 23 hétig szerepelt, legjobb helyezése a 3. hely volt. A kislemezt a Magneoton adta ki a dal két különböző változatával.

## Számlista
1. Vidéki sanzon (Radio Edit) – 3:41
2. Vidéki Sanzon (Cool By Pfeff M. Remix) – 4:04